# My Gabber
My Gabber è un singolo del gruppo musicale tedesco Scooter in collaborazione con l'olandese Jebroer, pubblicato nel 2017 e tratto dall'album Scooter Forever. Il brano è una cover completa di Me Gabber di Jebroer, riscritta interamente in inglese al posto del testo originale in olandese. Questo è l'ultimo singolo degli Scooter pubblicato anche in formato CD.

## Storia
Con l'uscita di ogni nuovo album degli Scooter, viene solitamente rilasciato anche un singolo. Il 17 agosto 2017, due settimane prima dell'uscita dell'album, è stato pubblicato un minimix ufficiale contenente un brano misterioso denominato "ID", rappresentato solo da un breve frammento insignificante. Il termine "ID" viene utilizzato quando si desidera mantenere segreta una nuova pubblicazione, suggerendo che potrebbe essere il prossimo singolo. Il 28 agosto, nel tardo pomeriggio, si è scoperto che si trattava di un'astuta manovra degli Scooter per evitare fughe di notizie. Il brano è stato infatti caricato su iTunes giapponese, dove era già disponibile a causa del fuso orario. Il titolo "ID" è stato poi sostituito con "My Gabber", rendendolo disponibile per l'acquisto. La copertina gialla caratteristica mostra due cani, uno dei quali sta abbaiando mentre l'altro è silenzioso.
Il brano non è nuovo, essendo praticamente una ripresa integrale del singolo Me Gabber di Jebroer del 2016, con solo lievi modifiche e la traduzione del ritornello originale dall'olandese all'inglese. Questo tipo di cover completa era tipico degli Scooter nei loro primi anni, quando remixavano tracce di The Loop! per trasformarle in brani di album, come il loro primo singolo Vallée De Larmes.

## Tracce
1. My Gabber – 2:54
2. My Gabber (Extended Mix) – 4:37

## Altre versioni
La versione originale del brano è Me Gabber di Jebroer del 2016.
Una versione live del brano è inclusa nell'album del 2020 I Want You To Stream.

## Videoclip
Il videoclip ha molte somiglianze con la versione di Jebroer. Ambientato in Giappone, all'inizio del video vengono mostrati i nomi dei collaboratori e il titolo del videoclip in giapponese. La storia segue due amici che amano la velocità e le auto veloci, ma alla fine del video, una tragedia li colpisce quando si schiantano lateralmente contro un treno. Questo è il primo videoclip degli Scooter girato in risoluzione 4K. Curiosamente, uno dei due amici all'inizio del video guarda il videoclip di How Much Is the Fish? sul proprio laptop.